# Stars im Spiegel – Sag mir, wie ich bin
Stars im Spiegel – Sag mir, wie ich bin war eine RTL-Panel-Show, in der Prominente erfuhren, was die deutsche Öffentlichkeit von ihnen denkt. Sie wurde von 24. März 2018 bis 13. April 2019 ausgestrahlt. Sonja Zietlow trat als Fragesteller auf und Lutz van der Horst holte – meist in einer Kneipe – Zuschauermeinungen ein.
In der Sendung wurde herausgefunden, wie gut sich die Prominenten selbst einschätzen können. Vor allem ob sie wissen und einschätzen können, wie die Außenwelt von ihnen denkt. Hierzu mussten sie sich in mehreren Runden beweisen und gut erraten wie Zuschauer, Familie und Freunde von ihnen denken. In den Spielrunden wurden jeweils Geldbeträge erspielt, die es im Finale zu verteidigen galt. Am Ende konnten entweder alle ihre erspielten Beträge mitnehmen oder nur ein Prominenter oder keiner von ihnen.
| Ausgabe        | Prominente        | Prominente            | Prominente        | Prominente    |
| -------------- | ----------------- | --------------------- | ----------------- | ------------- |
| 24. März 2018  | Michael Wendler   | Sophia Vegas          | Stefan Mross      | Oliver Pocher |
| 23. März 2019  | Lilly Becker      | Claude-Oliver Rudolph | Sophia Thomalla   |               |
| 30. März 2019  | Claudia Effenberg | Paul Janke            | Patricia Blanco   |               |
| 6. April 2019  | Jenny Elvers      | Thorsten Legat        | Giulia Siegel     |               |
| 13. April 2019 | Désirée Nick      | Willi Herren          | Gina-Lisa Lohfink |               |